# 高度な技術への指標
『高度な技術への指標』（こうどなぎじゅつへのしひょう A Guide to the Advanced Technique）は、河辺浩市作曲の1974年度の全日本吹奏楽コンクール課題曲である。

## 概略
コンクール課題曲としては初めてドラムセットが編成の中に入った曲である。その後に『ポップス・オーバーチュア「未来への展開」』、『ポップス描写曲「メイン・ストリートで」』、『ディスコ・キッド』など次々にドラムセットが編成に入っていくようになった。題名の通り、高度な技術が必要とされ、難曲である。今でも人気は高く、演奏会などでよく演奏される。
堅苦しい題名とはうらはらに、ポップスの様々なスタイルが取り入れられている作品である。課題曲としては初のポップス課題曲である。
この作品を書くきっかけとなったのは岩井直溥のすすめによるものであり、この作品が課題曲に選ばれたのは当時課題曲の選考委員だった芥川也寸志の「課題曲にポップスがあってもいいのではないか」という進言からだった。なお、この作品の題名を付けたのは芥川だという。
西宮市立今津中学校吹奏楽部の演奏は名演として知られている。当時のコンクールの中学の部でこの曲を演奏して金賞を受賞したのは、西宮市立今津中学校だけである（高校の部では金賞なし）。阪急百貨店吹奏楽団がスウィング調で演奏したことでも有名。当時、関西大会の審査員をしていた岩井直溥が最高点を付けたが、冗談半分で「だけど、これ、違反じゃないの？」と審査用紙に書いたという。また、シエナ・ウインド・オーケストラが超高速で演奏したことで注目された。

## 曲の構成
全合奏のファンファーレで始まり、ガーシュウィンの「アイ・ガット・リズム」を基本にポルカ調のトランペットのメロディー、4ビート、ビギン、スウィング、冒頭に戻ってからはサンバのリズムになり曲が終わる。

## 編成
| 木管 | 木管                 | 金管 | 金管    | 弦・打 | 弦・打                                      |
| ---- | -------------------- | ---- | ------- | ------ | ------------------------------------------- |
| Fl.  | 1, Picc.             | Tp.  | 3       | Cb.    |                                             |
| Ob.  | 1                    | Hr.  | 4       | Timp.  | ●, Claves, Tamb., Tom-Tom                   |
| Fg.  | 1                    | Tbn. | 2, Bass | 他     | Drum Set, Cym., B.D., Tamb., Claves, Glock. |
| Cl.  | 3, E♭, Bass          | Eup. | ●       | 他     | Drum Set, Cym., B.D., Tamb., Claves, Glock. |
| Sax. | Alt. 1 Ten. 1 Bar. 1 | Tub. | ●       | 他     | Drum Set, Cym., B.D., Tamb., Claves, Glock. |